# Sidney Lumet
Sidney Lumet (Filadélfia, 25 de junho de 1924 — Nova York, 9 de abril de 2011) foi um cineasta estadunidense que dirigiu mais de 50 filmes, entre eles 12 Angry Men (br: Doze Homens e uma Sentença / pt: Doze Homens em Fúria), de 1957, Dog Day Afternoon (br/pt: Um Dia de Cão), de 1975, Network (br: Rede de Intrigas / pt: Escândalo na TV), de 1976, Prince of the City (br: O Príncipe da Cidade / pt: O Príncipe da Cidade), de 1981 e The Verdict (br: O Veredito / pt: O Veredicto), de 1982, obras que lhe renderam indicações ao Oscar.

## Biografia
De acordo com a Encyclopedia of Hollywood, Lumet foi um dos mais prolíficos diretores da era moderna do cinema, tendo feito mais de um filme por ano desde sua estreia, em 1957. Foi conhecido especialmente por sua capacidade de atrair os principais atores para seus projetos, "devido à sua economia visual, sua forte direção de atores, narrativas vigorosas e seu uso da câmera para acentuar os temas", de acordo com a Turner Classic Movies. "Lumet produziu um catálogo de obras que só pode ser definido como extraordinário".
Um dos temas mais constantes durante sua carreira foi a atenção dedicada à "fragilidade da justiça e da polícia, e sua corrupção", segundo o crítico David Thomson. Lumet pode extrair "performances poderosas dos atores principais", e foi uma das figuras mais importantes no cenário cinematográfico de Nova York. Sua sensibilidade com os atores e os ritmos da cidade fizeram dele o "mais longevo descendente americano da tradição neorealista da década de 1950 e de seu compromisso urgente com a responsabilidade ética".
Lumet começou sua carreira como um diretor teatral off-Broadway, tornando-se posteriormente um diretor de televisão altamente eficiente. Seu primeiro filme foi um de seus melhores trabalhos: uma obra bem atuada e escrita, considerada por muitos um "filme problema", 12 Angry Men (Doze Homens e uma Sentença / Doze Homens em Fúria), de 1957. Desde então, Lumet dividiu suas energias entre outros filmes idealísticos, juntamente com adaptações de peças e romances e comédias de humor negro filmadas em Nova York. 12 Angry Men também lhe tornou responsável por liderar a primeira onda de diretores que fizeram uma transição bem-sucedida da televisão para o cinema. Por ter sido um dos diretores mais constantes e competentes da última metade do século XX, recebeu em 2005 um Oscar honorário por seus "brilhantes serviços aos roteiristas, artistas, e à arte do cinema".
Faleceu em 9 de abril de 2011 aos 86 anos.

## Filmografia
| Ano  | Título                                         | Título no Brasil                            | Título em Portugal                           |
| ---- | ---------------------------------------------- | ------------------------------------------- | -------------------------------------------- |
| 1957 | 12 Angry Men                                   | Doze Homens e uma Sentença                  | Doze Homens em Fúria                         |
| 1958 | Stage Struck                                   | Quando o Espetáculo Termina                 | Lágrimas da Ribalta                          |
| 1959 | That Kind of Woman                             | Mulher daquela Espécie                      | Uma Certa Mulher                             |
| 1959 | The Fugitive Kind                              | Vidas em Fuga                               | O Homem na Pele da Serpente                  |
| 1961 | A View from the Bridge                         | Panorama Visto da Ponte                     | Do Alto da Ponte                             |
| 1962 | Long Day's Journey Into Night                  | Longa Jornada Noite Adentro                 | Longa Jornada para a Noite                   |
| 1964 | The Pawnbroker                                 | O Homem do Prego                            | O Agiota                                     |
| 1964 | Fail-Safe                                      | Limite de Segurança                         | Missão Suicida                               |
| 1965 | The Hill                                       | A Colina dos Homens Perdidos                | A Colina Maldita                             |
| 1966 | The Group                                      | O Grupo                                     | O Grupo do Colégio                           |
| 1967 | The Deadly Affair                              | Chamada para um Morto                       | Duas Plateias para a Morte                   |
| 1968 | Bye Bye Braverman                              | Grotesca Despedida                          | Bye Bye Braverman                            |
| 1968 | The Sea Gull                                   | A Gaivota                                   | A Gaivota                                    |
| 1969 | The Appointment                                | O Encontro                                  | O Rendez-Vous                                |
| 1970 | King: A Filmed Record... Montgomery to Memphis |                                             |                                              |
| 1970 | Last of the Mobile Hot Shots                   |                                             |                                              |
| 1971 | The Anderson Tapes                             | O Golpe de John Anderson                    | O Dossier Anderson                           |
| 1972 | Child's Play                                   |                                             |                                              |
| 1972 | The Offence                                    | Até os Deuses Erram                         |                                              |
| 1973 | Serpico                                        |                                             |                                              |
| 1974 | Lovin' Molly                                   |                                             |                                              |
| 1974 | Murder on the Orient Express                   |                                             |                                              |
| 1975 | Dog Day Afternoon                              | Um Dia de Cão                               | Um Dia de Cão                                |
| 1976 | Network                                        | Rede de Intrigas                            | Escândalo na TV                              |
| 1977 | Equus                                          |                                             |                                              |
| 1978 | The Wiz                                        | O Mágico Inesquecível                       | O Feitiço                                    |
| 1980 | Just Tell Me What You Want                     |                                             |                                              |
| 1981 | Prince of the City                             | O Príncipe da Cidade                        | O Príncipe da Cidade feature=related scenes] |
| 1982 | Deathtrap                                      | Armadilha Mortal                            | Armadilha Mortal                             |
| 1982 | The Verdict                                    | O Veredito                                  | O Veredicto                                  |
| 1983 | Daniel                                         |                                             |                                              |
| 1984 | Garbo Talks                                    |                                             |                                              |
| 1986 | Power                                          | Os Donos do Poder                           | As Chaves do Poder                           |
| 1986 | The Morning After                              | A Manhã Seguinte                            | A Manhã Seguinte                             |
| 1988 | Running on Empty                               | O Peso de um Passado                        | Fuga sem Fim                                 |
| 1989 | Family Business                                | Negócios de Família                         | Negócios de Família                          |
| 1990 | Q & A                                          | Q & A - Sem Lei, Sem Justiça                | Inquérito Escaldante                         |
| 1992 | A Stranger Among Us                            | Uma Estranha entre Nós                      | Uma Estranha entre Nós                       |
| 1993 | Guilty as Sin                                  | Culpado como o Pecado                       | Culpa Formada                                |
| 1997 | Night Falls on Manhattan                       | Sombras da Lei                              | O Lado Obscuro da Lei                        |
| 1997 | Critical Care                                  | O Impaciente                                |                                              |
| 1999 | Gloria                                         | Gloria - A Mulher                           | Gloria                                       |
| 2004 | Strip Search                                   |                                             |                                              |
| 2006 | Find Me Guilty                                 | Sob Suspeita                                |                                              |
| 2007 | Before the Devil Knows You're Dead             | Antes que o Diabo Saiba que Você Está Morto |                                              |

## Premiações
- Recebeu quatro indicações ao Óscar de Melhor Diretor, por "12 angry men" (1957), "Dog Day Afternoon" (1975), "Network" (1976) e "The Veredict" (1982).
- Indicação ao Óscar, na categoria de Melhor Roteiro Adaptado, por "O Príncipe da Cidade" (1981).
- Recebeu cinco indicações ao Globo de Ouro, na categoria de Melhor Diretor, por "Dog Day Afternoon" (1975), "Network" (1976), "Prince of the City" (1981), "The Veredict" (1982) e "Running on empty" (1988). Venceu em 1976.
- Recebeu quatro indicações ao BAFTA, na categoria de Melhor Diretor, por "Murder on the Orient Express" (1974), "Serpico" (1974), "Dog Day Afternoon" (1975) e "Network" (1976).
- Recebeu duas indicações ao BAFTA, na categoria de Melhor Filme Britânico, por "The Hill" (1965) e "The Deadly Affair" (1967).
- Urso de Ouro, no Festival de Berlim, por "12 angry men" (1957).
- Prêmio OCIC, no Festival de Berlim, por "12 angry men" (1957).
- Prêmio FIPRESCI, no Festival de Berlim, por "The Pawnbroker" (1964).
- Prêmio Pasinetti, no Festival de Veneza, por "Prince of the city" (1981).
- Prêmio Bodil de Melhor Filme Americano, por "12 angry men" (1957).
- Prêmio Bodil de Melhor Filme Não-Europeu, por "The Pawnbroker" (1964).